# کالیفرنیا رول
کالیفرنیارول (به انگلیسی: California roll) یکی از انواع ماکی‌زوشی در آمریکا است. کالیفرنیارول از یک فراورده ماهی با مزه خرچنگ (بندرت خود خرچنگ)، آووکادو و کنجد سفید تشکیل شده ممکن است به‌جای کنجد از توبیکو نیز استفاده شود. شکل پیچیدن این رول پشت به رو یا به اصطلاح ژاپنی‌ها اوراماکی است یعنی برعکس شکل سنتی ماکی‌زوشی برنج لایهٔ بیرونی است و جلبک نوری در داخل قرار می‌گیرد. در این نوع سوشی از ماهی خام یا ساشیمی استفاده نمی‌شود.

## تاریخچه
کالیفرنیارول برای اولین بار در سال ۱۹۶۳ میلادی در شهر لوس آنجلس و در محله ژاپنی‌ها به نام لیتل توکیو (به انگلیسی: Little Tokyo) در روز افتتاح سالن اجتماعات توکیو به مهمانان عرضه شده‌است. ایدهٔ داخل نهادن نوری بخاطر مشاهده اینکه آمریکاییان بخاطر عدم آشنایی با مزهٔ نوری این لایه را از رول جدا کرده و مواد باقی‌مانده را می‌خوردند، به وجود آمده‌است.